# يوتروبيا

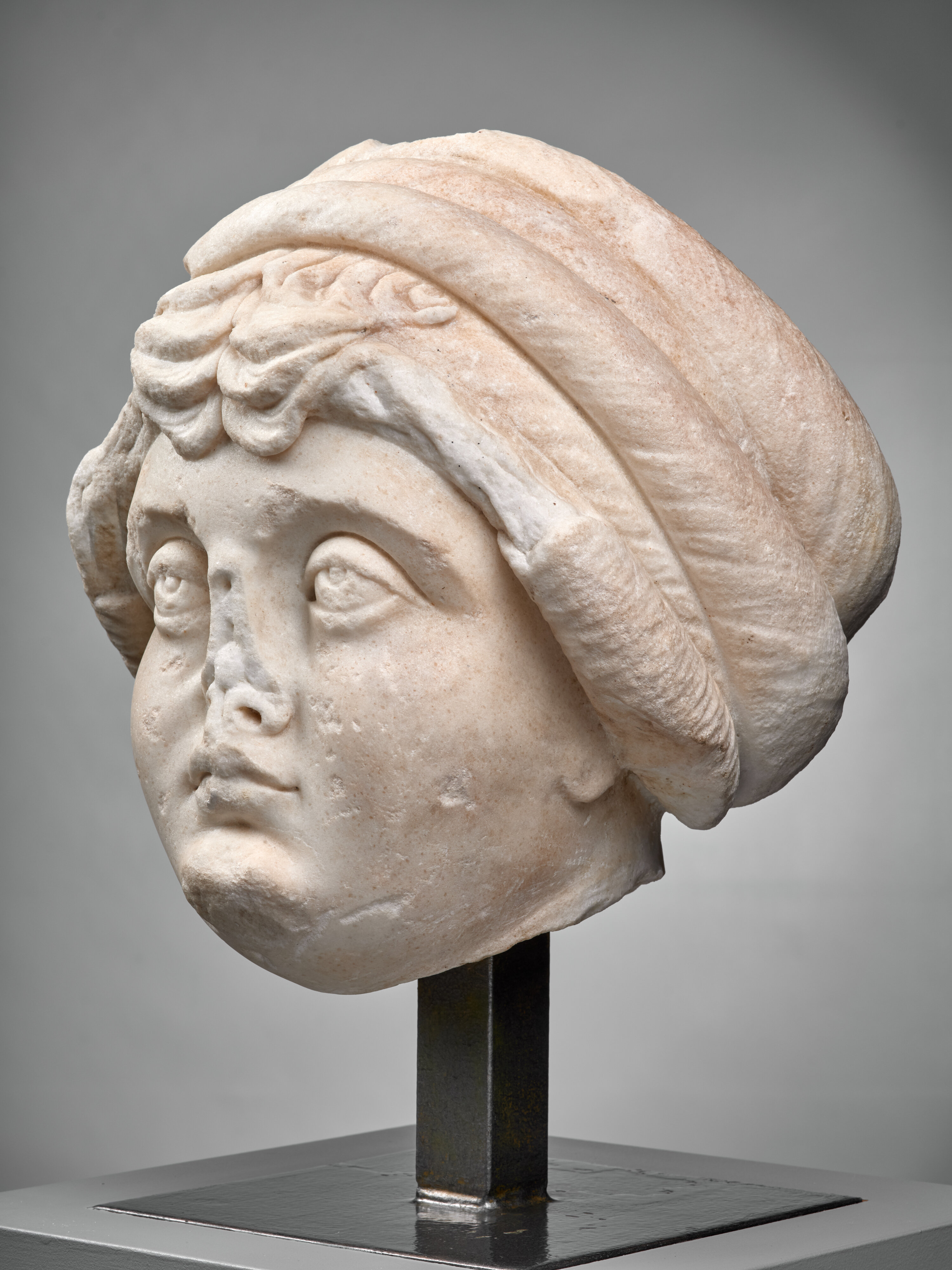
منحوته حجرية لرأس الأميرة يوتروبيا

يوتروبيا (باللغة الأنجليزية: Eutropia) أميرة رومانية من أصل سوري، كانت زوجة الإمبراطور ماكسيميان.

## الزواج من ماكسيميان وأولادهما
في أواخر القرن الثالث، تزوجت من الأمبراطور الروماني ماكسيميان، على الرغم من أن التاريخ الدقيق لهذا الزواج غير معروف، أنجبت من ماكسيميان طفلين؛ صبي: ماكسنتيوس (280م-312م)، الذي كان أمبراطور في الفترة (306م-312م)، وفتاة: الأميرة فاوستا (290م)، التي كانت زوجة الأمبراطور قسطنطين الكبير، والتي أنجبت منه ستة أطفال؛ ثلاثة منهم أصبحوا أباطرة رومانيين، وهم الأباطرة قسطنطين الثاني، وقسطانطيوس الثاني، وقسنطنس.

## ابنة أخرى؟
هناك بعض الشكوك حول ما إذا كانت فلافيا ماكسيميانا ثيودورا، التي تزوجت قسطنطيوس الأول كلوروس، ابنة يوتروبيا من قبل زوج سابق، أفريانيوس هانيباليانوس أو ما إذا كانت ابنة مكسيميان من قبل زوجة مجهولة.

## نبذة عن تاريخ العائلة
كانت فلافيا ماكسيميانا ثيودورا الزوجة الثانية لقسطنطينوس الأول كلوروس في عام 289م. وسميت ابنتهما على اسم الجدة يوتروبيا.
تم تعيين ماكسيميان من قبل الإمبراطور دقلديانوس قيصرًا في 285م عندما أعيد توزيع الحكم. ولكن لم تظهر يوتروبيا سياسياً خلال حكم زوجها.
قام مكسنتيوس ابن ماكسيميان، المولود في حوالي عام 278 م، بإغتصاب الحكم وأعلن إمبراطورًا عام 306م، ثم حصل والده ماكسيميان على الحكم مرة أخرى، ولكنه أجبر على الاستقالة وخلفه ابنه وتوفي ماكسيميان بعد فترة وجيزة من عزو قسطنطين لماسيليا، وسقط ماكسينتيوس عام 312م في معركة جسر ميلفيان ضد قسطنطين، الذي أصبح بالتالي الحاكم الوحيد للإمبراطورية الرومانية. وبعد وفاة ماكسيميان، نأت يوتروبيا بنفسها عن ابنها بناءً على نصيحة صهرها وأعلنت أنه ليس ابنها البيولوجي، على الأرجح أنها أرادت حماية موقف ابنتها. من المعروف أن يوتروبيا تبنت الإيمان المسيحي. مثل هيلينا، والدة صهرها الإمبراطوري، سافرت يوتروبيا مع هيلينا إلى فلسطين بعد وفاة زوجها وابنها, بعد ذلك أعدم قسطنطين ابنتها فاوستا عام 326م، وبذلك عاشت يوتروبيا حياة أطول من أولادها.